# Европска агенција за ваздухопловну сигурност
Европска агенција за ваздухопловну сигурност (енгл. EASA European Aviation Safety Agency) је агенција Европске уније са средиштем у Келну. Агеција има посебне регулаторне и извршне задатке и области сигурности цивилног ваздухопловства. Основана је 28. септембар 2003. године а своју потпуну функционалност достигла је преузимањем функција ЈАА (Eng.: Joint Aviation Authorities) u 2008. Удио у раду агенције имају и земље Европске слободне трговинске зоне.
Агенција је надлежна за: 
- саветовање Европске уније у изради нацрта новог законодавства;
- проверу и надзор сигурносних правила укључујући провере у државама чланицама; сертификацију типова зракоплова и њихових компоненти, као и давање овласти организацијама укљученим у пројектирање, израду и одржавање ваздухопловних производа;
- издавање одобрења оператрима у земљама изван EU;
- анализе и истраживања у подручју сигурности.

Као делу Јединственог европског неба - II агенцији су задани додатни задаци који се требају провести пре 2013. године.